# Vasco da Gama (Rio de Janeiro)
Vasco da Gama è un quartiere (bairro) della città di Rio de Janeiro in Brasile.

## Geografia fisica
Pur essendo amministrativamente parte della subprefettura del Centro insieme a tutta la Regione Amministrativa VII in un'area prossima al centro cittadino, Vasco de Gama è considerato geograficamente parte della Zona Nord di Rio de Janeiro.
Da un punto di vista urbanistico il quartiere è da considerarsi parte dell'adiacente São Cristóvão da cui è stato diviso.

### Popolazione
L'indice di sviluppo umano di São Cristóvão e Vasco da Gama è pari a 0,833 secondo i dati del 2000.
Nel territorio di Vasco de Gama sorge la favela Barreira do Vasco.

## Storia
Fino al 1998 il territorio di Vasco da Gama apparteneva a São Cristóvão, uno dei bairros storici di Rio de Janeiro. Nel 1997 il giornalista sportivo e membro della camera del municipio della capitale fluminese Áureo Ameno presentò una proposta di legge con lo scopo di dedicare il nome di un quartiere alla squadra di calcio del Club de Regatas Vasco da Gama che proprio nel 1998 avrebbe celebrato il centenario della sua fondazione.
Secondo Ameno, poiché le più importanti squadre di calcio portavano il nome di quartieri della città (Botafogo, Flamengo, Bangu), anche il Vasco da Gama, uno dei club storici di Rio, avrebbe meritato un simile onore. L'occasione fu proprio il centenario della sua fondazione che corrispondeva anche al cinquecentesimo anniversario della spedizione dell'esploratore portoghese Vasco da Gama che per primo navigò dall'Europa all'India circumnavigando l'Africa. Lo stesso nome del club, in realtà, era stato scelto in onore dell'impresa del celebre navigatore di cui, nel 1898, ricorreva il quarto centenario.
La proposta di legge fu approvata l'8 settembre 1998 e fu così creato il nuovo bairro nel territorio circostante lo stadio São Januário, sede del club calcistico. Lo stesso anno, nel pieno delle celebrazioni per il centenario, il Vasco vinse la sua prima Coppa Libertadores.

## Monumenti e luoghi d'interesse
Vasco da Gama è un quartiere molto piccolo e la sua principale fonte di interesse è la presenza dello stadio São Januário (ufficialmente Estádio Vasco da Gama), inaugurato nel 1927 e sede della polisportiva Club de Regatas Vasco da Gama, e del complesso sportivo che lo circonda che comprende un impianto natatorio (il cosiddetto Parco Acquatico).
Nel suo territorio sorge la struttura storica dell'Osservatorio Nazionale inserito nel piccolo parco Morro de São Januário prospiciente il Museo dell'Astronomia che però è situato nel territorio di São Cristóvão.

## Amministrazione
Vasco da Gama fu istituito come bairro a sé stante l'8 settembre 1998 come parte della Regione Amministrativa VII - São Cristóvão del municipio di Rio de Janeiro da uno scorporo del quartiere di São Cristovão.